# Бакарджиев, Никола
Никола Петков Бакарджиев (1881—1954) — болгарский военачальник, генерал пехоты, министр войны Болгарии (1929—1931).

## Биография
В 1901 году с отличием окончил военное училище в Софии, в 1904—1907 с отличием — Военную академию в Турине (Италия). Позже изучал международное право и дипломатию, а также финансовые науки в Свободном университете в Софии (1923).
Автор ряда статей об организации военного дела, теории подготовке войны и военном искусстве в специализированных журналах («Военното колоездачество», «Големите румънски маневри в Добруджа през 1911», «Нашето генералщабно ведомство трябва да съществува», «Още по организацията на пехотния взвод», «Принципите на военното изкуство», 1912—1914, 1921—1922).

## Военная служба

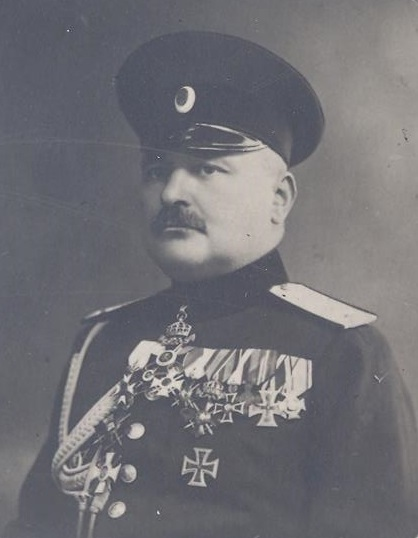
Никола Бакарджиев, 1931-1932

- 1897-01.01.1901 — военное училище в Софии;
- 1901 — 5-я артиллерийский полк в Шумене;
- 1903—1907 — Туринская военная академия;
- 1907 — старший помощник 1-й бригады 7-й пехотной дивизии;
- 01.1908 — помощник начальник управления военных сообщений штаба армии;
- 09.1908 — преподаватель военного училища;
- 1909 — служба во 2-м кавалерийском полку, затем — командир батареи 5-го артиллерийского полка;
- 01.1910 — помощник начальника управления военных сообщений штаба армии;
- 1911 — начальник строевого сектора в отделе организационно-строевого управления штаба армии;
- 1912—1913 — помощник начальника оперативного отдела штаба действующей армии;
- 03.1913 — Вр.и. о. начальника оперативного отдела штаба действующей армии;
- 1913 — участник делегации для демаркации сербско-болгарской границы;
- 03.1914 — начальник оперативного отдела штаба действующей армии;
- 03.1916 — командир батальона в 1-го пехотного полка;
- 1916 — начальник оперативного отдела штаба действующей армии;
- 12.1917 — и. о. начальника оперативного отдела штаба действующей армии;
- 04.1918 — командирован на Западный фронт Германии;
- 11.1919 — преподаватель военной академии и и. о. начальника Военно-исторического отдела при штабе армии;
- 1920 — командир 3-го пехотного полка, командир 7-го пехотного полка, командир 9-го пехотного полка;
- 12.1920 — начальник оперативного отдела штаба армии;
- 04.1921 — командир 7-й пехотной дивизии;
- 1922 — Председатель военно-исторического комиссии при штабе армии;
- 07.1923-05.1926 — начальник Второго военного округа в г. Пловдиве — начальник гарнизона Пловдива;
- 9.1925 — командир 2-го пехотного полка;
- 26.05.1926-11.01.1929 — начальник штаба армии;
- 11.01.1929-31.01.1931 — военный министр;
- 31.01.1931-16.05.1934 — начальник штаба армии;

С мая 1934 — в запасе, сотрудник Военно-исторического отдела при штабе армии;
В 1943 ему было предложено занять пост военного министра, от которого но отказался.

## Офицерские звания
- 01.01.1901 — подпоручик;
- 01.01.1904 — поручик;
- 10.1908 — капитан;
- 05.1913 — майор;
- 05.1917 — подполковник;
- 11.1919 — полковник;
- 06.1926 — генерал-майор;
- 05.1930 — генерал-лейтенант;
- 05.1934 — генерал пехоты.

## Награды
- Орден «За храбрость» III степени,
- Орден «За храбрость» II степени,
- Орден «За храбрость» IV степени I класса,
- Орден «За храбрость» IV степени II класса,
- Орден «Святой Александр» V степени с мечами,
- Орден «Святой Александр» II степени без мечей,
- Орден «За военные заслуги» V степени на военной ленте
- Орден «За военные заслуги» I степени на ленте.
- Железный крест 2-го класса (Германия)
- Железный крест 1-го класса (Германия)
- Турецкий орден Железного полумесяца.